# 그루포 모델로
그루포 모델로(스페인어: Grupo Modelo)는 멕시코의 맥주회사이다.